# A State of Mind (album av E.M.D.)
A State of Mind är det första albumet av pojkbandet E.M.D..
Släpptes i Sverige 14 maj 2008, som uppföljare till deras massiva succé med deras två första singlar, albumet hamnade på #1 plats på Sverigetopplistan. Hitintills har albumet släppt fyra singlar som nått första platsen på singellistan.
I april 2009, blev albumet certifierat platina i Sverige av IFPI, efter att albumet sålt över 40 000 ex. 

## Låtlista
1. "All for Love" (RJ. Lange, Bryan Adams, M. Kamen)
2. "Run to You" (Johan Åberg, Robert Habolin)
3. "Jennie Let Me Love You" (Michel Zitron, Tobias Gustavsson)
4. "One Call Away" (Michel Zitron, R. Rudej, J. Wetterberg)
5. "We Can" (Mattias Wollo, Henrik Korpi, Tom Nichols)
6. "Alone" (Andreas Romdhane, Josef Larossi, C. Kelly)
7. "For You" (Jörgen Elofsson, Andreas Carlsson, Lisa Greene)
8. "I Lied" (Harry Sommerdahl, Hanne Sörvaag)
9. "Give Me Some Time" (Oscar Görres, Danny Saucedo)
10. "Look at You Now" (Sanden, Jonasson, Appelgren, Larsson)
11. "She's My California" (Jörgen Elofsson)
12. "You"

## Deluxe edition
Efter E.M.D.s deltagande i Melodifestivalen 2009, släpptes A State of Mind på nytt och inkluderade då deras bidrag "Baby Goodbye", som blev gruppens fjärde nummer 1-singel i Sverige.. Även nya låtar som "Youngblood" och "I'm No Romeo" inkluderas på skivan.

### Deluxe Edition låtlista
1. "Baby Goodbye"
2. "Youngblood"
3. "I'm No Romeo"
4. "All for Love" (Radio edit)
5. "Run to You"
6. "Jennie Let Me Love You" (Radio edit)
7. "One Call Away"
8. "We Can"
9. "Alone"
10. "For You"
11. "I Lied"
12. "Give Me Some Time"
13. "Look at You Now"
14. "She's My California"

## Singlar
- All For Love
- Jennie Let Me Love You
- Alone
- Baby Goodbye

## Listplaceringar
| Lista (2008-2009) | Topplacering |
| ----------------- | ------------ |
| Sverige           | 4            |

## Prisnomineringar
- Grammisgalan:
  - Bästa låt: Jennie Let Me Love You (vinnare)
- Rockbjörnen
  - Bästa grupp (nominerad)